# Gauliga Ostpreußen 1937/38
Die Gauliga Ostpreußen 1937/38 war die fünfte Spielzeit der Gauliga Ostpreußen des Deutschen Fußball-Bundes. Zum zweiten Mal gewann der SV Yorck Boyen Insterburg die Meisterschaft. Dieses Mal setzte sich der Verein gegen den erstmals im Final stehenden BuEV Danzig mit 2:0 und 1:1 durch und qualifizierte sich somit für die deutsche Fußballmeisterschaft 1937/38. Bei dieser schied Insterburg jedoch chancenlos bereits in der Gruppenphase mit null Punkten aus, Gegner in dieser Gruppe waren der Hamburger SV, Eintracht Frankfurt und der Stettiner SC.
Zur kommenden Spielzeit wurde wieder eine feststehende Gauliga mit zehn Mannschaften eingeführt. Hierfür qualifizierten sich die acht Mannschaften, die in dieser Saison die Gauliga erreichten, sowie die zwei besten Vereine aus einer Qualifikationsrunde der Bezirksdritten.

## Modus
Erneut fand der Spielbetrieb zunächst in den vier zweitklassigen Bezirksklassen mit je sieben teilnehmenden Vereinen statt. Die jeweils zwei besten Vereine qualifizierten sich dann für die eigentliche Gauliga, die in zwei Abteilungen mit je vier Mannschaften ausgespielt wurde. Die beiden Gruppensieger trafen dann in zwei Finalspielen aufeinander, um den Gaumeister zu ermitteln.
| Bezirksliga                   | Bezirksmeister                | Bezirksvizemeister                |
| ----------------------------- | ----------------------------- | --------------------------------- |
| Bezirk I Königsberg           | SV Prussia-Samland Königsberg | VfB Königsberg                    |
| Bezirk II Gumbinnen           | MSV Yorck Boyen Insterburg    | MSV von der Goltz Tilsit          |
| Bezirk III Allenstein         | SVgg Masovia Lyck             | Standort-SV Hindenburg Allenstein |
| Bezirk IV Danzig-Marienwerder | BuEV Danzig                   | SC Gedania Danzig                 |

## Bezirksklassen
Aus den Bezirksklassen qualifizierten sich jeweils die beiden besten Mannschaften für die diesjährige Gauliga. Zusätzlich erhielten diese Mannschaften einen Platz für die Gauliga in der kommenden Spielzeit. Die Bezirksdritten spielten eine zusätzliche Qualifikationsrunde, um zwei weitere Teilnehmer für die kommende Gauligaspielzeit zu ermitteln.

### Bezirk I Königsberg
| Pl. | Verein                           | Sp. | S  | U | N  | Tore    | Quote | Punkte |
| --- | -------------------------------- | --- | -- | - | -- | ------- | ----- | ------ |
| 1.  | SV Prussia-Samland Königsberg    | 12  | 10 | 0 | 2  | 049:210 | 2,33  | 20:40  |
| 2.  | VfB Königsberg                   | 12  | 9  | 0 | 3  | 053:240 | 2,21  | 18:60  |
| 3.  | SV Rasensport-Preußen Königsberg | 12  | 9  | 0 | 3  | 051:250 | 2,04  | 18:60  |
| 4.  | Concordia Königsberg             | 12  | 5  | 0 | 7  | 024:310 | 0,77  | 10:14  |
| 5.  | Königsberger STV                 | 12  | 5  | 0 | 7  | 029:440 | 0,66  | 10:14  |
| 6.  | VfB Labiau (N)                   | 12  | 2  | 1 | 9  | 014:390 | 0,36  | 05:19  |
| 7.  | SpVgg ASCO Königsberg            | 12  | 1  | 1 | 10 | 014:500 | 0,28  | 03:21  |

| (N) | Aufsteiger aus den Kreisklassen |

### Bezirk II Gumbinnen
| Pl. | Verein                     | Sp. | S | U | N | Tore    | Quote | Punkte |
| --- | -------------------------- | --- | - | - | - | ------- | ----- | ------ |
| 1.  | MSV Yorck Boyen Insterburg | 12  | 9 | 1 | 2 | 046:150 | 3,07  | 19:50  |
| 2.  | MSV von der Goltz Tilsit   | 12  | 7 | 1 | 4 | 048:220 | 2,18  | 15:90  |
| 3.  | SV Insterburg (N)          | 12  | 3 | 6 | 3 | 023:340 | 0,68  | 12:12  |
| 4.  | FC Preußen Gumbinnen       | 12  | 4 | 2 | 6 | 022:280 | 0,79  | 10:14  |
| 5.  | VfB Tilsit                 | 12  | 4 | 2 | 6 | 024:360 | 0,67  | 10:14  |
| 6.  | Tilsiter SC                | 12  | 4 | 2 | 6 | 022:360 | 0,61  | 10:14  |
| 7.  | SV Goldap                  | 12  | 3 | 2 | 7 | 019:330 | 0,58  | 08:16  |

| (N) | Aufsteiger aus den Kreisklassen |

### Bezirk III Allenstein
| Pl. | Verein                        | Sp. | S  | U | N  | Tore    | Quote | Punkte |
| --- | ----------------------------- | --- | -- | - | -- | ------- | ----- | ------ |
| 1.  | SVgg Masovia Lyck             | 12  | 10 | 1 | 1  | 047:150 | 3,13  | 21:30  |
| 2.  | MSV Hindenburg Allenstein (M) | 12  | 8  | 3 | 1  | 040:130 | 3,08  | 19:50  |
| 3.  | VfB Osterode                  | 12  | 6  | 3 | 3  | 017:130 | 1,31  | 15:90  |
| 4.  | SV Viktoria Allenstein        | 12  | 5  | 2 | 5  | 023:320 | 0,72  | 12:12  |
| 5.  | SV Allenstein                 | 12  | 4  | 2 | 6  | 021:290 | 0,72  | 10:14  |
| 6.  | Rastenburger SV 08            | 12  | 3  | 1 | 8  | 021:230 | 0,91  | 07:17  |
| 7.  | RSV Ortelsburg                | 12  | 0  | 0 | 12 | 004:480 | 0,08  | 0:24   |

| (M) | Titelverteidiger |

### Bezirk IV Danzig-Marienwerder
| Pl. | Verein             | Sp. | S  | U | N | Tore    | Quote | Punkte |
| --- | ------------------ | --- | -- | - | - | ------- | ----- | ------ |
| 1.  | BuEV Danzig        | 12  | 10 | 2 | 0 | 040:500 | 8,00  | 22:20  |
| 2.  | KS Gedania Danzig  | 12  | 6  | 3 | 3 | 040:220 | 1,82  | 15:90  |
| 3.  | Polizei-SV Danzig  | 12  | 4  | 4 | 4 | 019:240 | 0,79  | 12:12  |
| 4.  | SV Viktoria Elbing | 12  | 5  | 1 | 6 | 025:280 | 0,89  | 11:13  |
| 5.  | SC Preußen Danzig  | 12  | 4  | 2 | 6 | 026:240 | 1,08  | 10:14  |
| 6.  | VfR Hansa Elbing   | 12  | 2  | 4 | 6 | 014:320 | 0,44  | 08:16  |
| 7.  | SV Neufahrwasser   | 12  | 2  | 2 | 8 | 013:420 | 0,31  | 06:18  |

## Gauliga

### Abteilung I
Kreuztabelle
| 1937/38                           | MSV Yorck Boyen Insterburg | Standort-SV Hindenburg Allenstein | SC Gedania Danzig | SV Prussia-Samland Königsberg |
| --------------------------------- | -------------------------- | --------------------------------- | ----------------- | ----------------------------- |
| MSV Yorck Boyen Insterburg        |                            | 4:0                               | 5:2               | 4:0                           |
| Standort-SV Hindenburg Allenstein | 3:2                        |                                   | 4:2               | 8:0                           |
| SC Gedania Danzig                 | 0:2                        | 1:6                               |                   | 3:4                           |
| SV Prussia-Samland Königsberg     | 1:3                        | 0:3                               | 1:2               |                               |

Abschlusstabelle
| Pl. | Verein                                                                            | Sp. | S | U | N | Tore    | Quote | Punkte |
| --- | --------------------------------------------------------------------------------- | --- | - | - | - | ------- | ----- | ------ |
| 1.  | MSV Yorck Boyen Insterburg (Erstplatzierter Bezirksklasse II Gumbinnen)           | 6   | 5 | 0 | 1 | 020:600 | 3,33  | 10:20  |
| 2.  | Standort-SV Hindenburg Allenstein (Zweitplatzierter Bezirksklasse III Allenstein) | 6   | 5 | 0 | 1 | 024:900 | 2,67  | 10:20  |
| 3.  | SC Gedania Danzig (Zweitplatzierter Bezirksklasse IV Danzig-Marienwerder)         | 6   | 1 | 0 | 5 | 010:220 | 0,45  | 02:10  |
| 4.  | SV Prussia-Samland Königsberg (Erstplatzierter Bezirksklasse I Königsberg)        | 6   | 1 | 0 | 5 | 006:230 | 0,26  | 02:10  |

### Abteilung II
Kreuztabelle
| 1937/38                  | BuEV Danzig | SVgg Masovia Lyck | VfB Königsberg | MSV von der Goltz Tilsit |
| ------------------------ | ----------- | ----------------- | -------------- | ------------------------ |
| BuEV Danzig              |             | 3:1               | 1:0            | 3:2                      |
| SVgg Masovia Lyck        | 2:4         |                   | 5:1            | 3:0                      |
| VfB Königsberg           | 2:3         | 2:2               |                | 1:2                      |
| MSV von der Goltz Tilsit | 1:6         | 3:4               | 1:2            |                          |

Abschlusstabelle
| Pl. | Verein                                                                 | Sp. | S | U | N | Tore    | Quote | Punkte |
| --- | ---------------------------------------------------------------------- | --- | - | - | - | ------- | ----- | ------ |
| 1.  | BuEV Danzig (Erstplatzierter Bezirksklasse IV Danzig-Marienwerder)     | 6   | 6 | 0 | 0 | 020:800 | 2,50  | 12:0   |
| 2.  | Sportvgg. Masovia Lyck (Erstplatzierter Bezirksklasse III Allenstein)  | 6   | 3 | 1 | 2 | 017:130 | 1,31  | 07:50  |
| 3.  | VfB Königsberg (Zweitplatzierter Bezirksklasse I Königsberg)           | 6   | 1 | 1 | 4 | 008:140 | 0,57  | 03:90  |
| 4.  | MSV von der Goltz Tilsit (Zweitplatzierter Bezirksklasse II Gumbinnen) | 6   | 1 | 0 | 5 | 009:190 | 0,47  | 02:10  |

## Finalspiele Gaumeisterschaft

### Hinspiel
| BuEV Danzig                                               | BuEV Danzig | MSV Yorck Boyen Insterburg | MSV Yorck Boyen Insterburg |
| --------------------------------------------------------- | --- | --- | -------------------------- |
| BuEV Danzig                                               | \| 27. Februar 1938 in Danzig (Kampfbahn Danzig-Niederstadt) \| \| Ergebnis: 0:2 (0:1) \| \| Zuschauer: 3.000 \| \| Schiedsrichter: Bouillon (Königsberg) \| | \| 27. Februar 1938 in Danzig (Kampfbahn Danzig-Niederstadt) \| \| Ergebnis: 0:2 (0:1) \| \| Zuschauer: 3.000 \| \| Schiedsrichter: Bouillon (Königsberg) \| | MSV Yorck Boyen Insterburg |
| BuEV Danzig                                               | Gerhard Piper – Semik, Knorr – Schleger, Berg, Cypries – Pietsch, Frevel, Pohl, Klein, Winter                                                                | Wilhelm Turkowski – Kurt Acthun, Albert Matteit – Wilczek, Bernhard Furche, Sander – Kurt Tittnack, Kuschel, Schulz, Täger, Albring                          | MSV Yorck Boyen Insterburg |
| BuEV Danzig                                               | 0:1 Täger (35.) 2:0 Täger (55.) | | MSV Yorck Boyen Insterburg |
| 27. Februar 1938 in Danzig (Kampfbahn Danzig-Niederstadt) | | |                            |
| Ergebnis: 0:2 (0:1)                                       | | |                            |
| Zuschauer: 3.000                                          | | |                            |
| Schiedsrichter: Bouillon (Königsberg)                     | | |                            |

### Rückspiel
| MSV Yorck Boyen Insterburg                               | MSV Yorck Boyen Insterburg | BuEV Danzig | BuEV Danzig |
| -------------------------------------------------------- | --- | --- | ----------- |
| MSV Yorck Boyen Insterburg                               | \| 6. März 1938 in Insterburg (Wintersportplatz Insterburg) \| \| Ergebnis: 1:1 (0:0) \| \| Zuschauer: 3.000 \| \| Schiedsrichter: Brust (Königsberg) \| | \| 6. März 1938 in Insterburg (Wintersportplatz Insterburg) \| \| Ergebnis: 1:1 (0:0) \| \| Zuschauer: 3.000 \| \| Schiedsrichter: Brust (Königsberg) \| | BuEV Danzig |
| MSV Yorck Boyen Insterburg                               | Wilhelm Turkowski – Kurt Acthun, Albert Matteit – Wilczek, Bernhard Furche, Sander – Kurt Tittnack, Kuschel, Schulz, Täger, Domnick                      | Gerhard Piper – Semik, Knorr – Piepkom, Berg, Cypries – Pietsch, Frevel, Pohl, Klein, Winter                                                             | BuEV Danzig |
| MSV Yorck Boyen Insterburg                               | Täger (65.) | 1:1 Winter (74., FE) | BuEV Danzig |
| 6. März 1938 in Insterburg (Wintersportplatz Insterburg) | | |             |
| Ergebnis: 1:1 (0:0)                                      | | |             |
| Zuschauer: 3.000                                         | | |             |
| Schiedsrichter: Brust (Königsberg)                       | | |             |

## Qualifikationsspiele Bezirksdritte
Die Drittplatzierten der vier Bezirksklassen ermittelten in einem Rundenturnier die zwei noch freien Plätze für die kommende Gauligasaison. Der SV Insterburg zog sich im Mai 1938 zurück und wurde aus der Tabelle gestrichen.
| Pl. | Verein                                                                         | Sp. | S | U | N | Tore    | Quote | Punkte |
| --- | ------------------------------------------------------------------------------ | --- | - | - | - | ------- | ----- | ------ |
| 1.  | Polizei-SV Danzig (Drittplatzierter Bezirksklasse IV Danzig-Marienwerder)      | 4   | 2 | 2 | 0 | 011:300 | 3,67  | 06:20  |
| 2.  | SV Rasensport-Preußen Königsberg (Drittplatzierter Bezirksklasse I Königsberg) | 4   | 2 | 1 | 1 | 014:100 | 1,40  | 05:30  |
| 3.  | VfB Osterode (Drittplatzierter Bezirksklasse III Allenstein)                   | 4   | 0 | 1 | 3 | 006:180 | 0,33  | 01:70  |
| 4.  | SV Insterburg a (Drittplatzierter Bezirksklasse II Gumbinnen)                  | 0   | 0 | 0 | 0 | 000:000 | 1,00  | 0:0    |